# 숙녀 초년생
"숙녀 초년생"은 한국에서 제작된 최인현 감독의 1974년 멜로/로맨스 영화이다. 남진 등이 주연으로 출연하였고 김인동 등이 제작에 참여하였다.

## 출연

### 주연
- 남진
- 하춘화
- 이대엽